# Pengkolrejo
Pengkolrejo is een bestuurslaag in het regentschap Blora van de provincie Midden-Java, Indonesië. Pengkolrejo telt 5036 inwoners (volkstelling 2010).